# Loch Tollie
Loch Tollie är en sjö i Storbritannien.   Den ligger i kommunen Highland och riksdelen Skottland, i den nordvästra delen av landet, 800 km nordväst om huvudstaden London. Loch Tollie ligger 117 meter över havet. Arean är 0,47 kvadratkilometer. Trakten runt Loch Tollie består i huvudsak av gräsmarker. Den sträcker sig 0,7 kilometer i nord-sydlig riktning, och 1,2 kilometer i öst-västlig riktning.